# Distretto di Pingfang
Il distretto di Pingfang (平房区S, Píngfáng QūP) è un distretto della Cina, situato nella provincia di Heilongjiang e amministrato dalla prefettura di Harbin.